# Дар ас-сульх

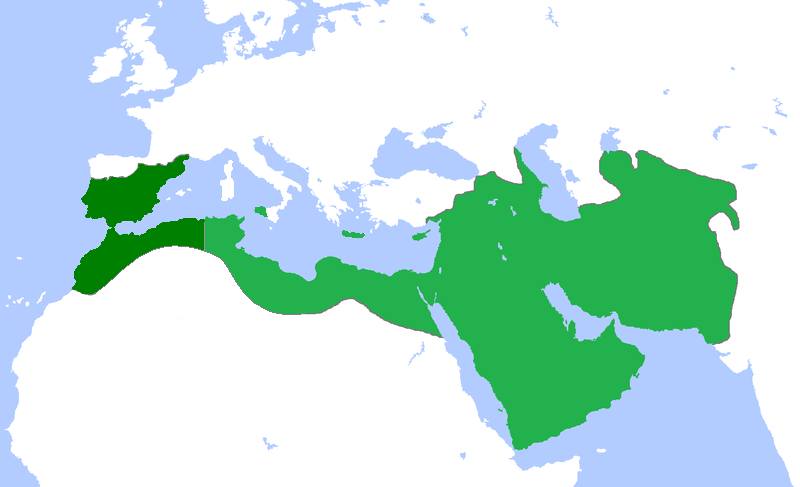
Территория Аббасидского халифата и Кордовского эмирата (тёмно-зелёное), VIII век

Дар ас-сульх (араб. دار الصلح‎ —  территория перемирия‎), или дар аль-’ахд (араб. دار العهد‎ —  территория договора‎) — согласно мусульманским богословам, немусульманская территория, которая заключила при завоевании договор (сульх) с мусульманским правительством, согласившись защищать на этой территории мусульман и зимми. Часто в договоре о перемирии включается пункт о выплате дани (джизьи) и правовое положение немусульман (ахль аз-зимма). Некоторые современные богословы не относят Дар аль-сульх к территории войны, а приравнивают её к территории дружественных стран.
Жители Дар ас-сульх (ахль ас-сульх) рассматривались исламскими богословами как зимми, однако купцы из Дар ас-сульх платили торговую пошлину вдвое большую, чем ахль аз-зимма из Дар аль-ислам. Эти положения имели чисто умозрительный характер, так как в момент действия договоров исламская правовая теория ещё не была достаточно разработана, а в тот момент, когда эти положения были сформулированы (конец VIII в.) большинство областей, заключивших договоры, вошло непосредственно в состав Арабского халифата. После распада Халифата все области, в которых правили мусульманские династии, рассматривались как Дар аль-ислам вне зависимости от состава населения, а договоры с немусульманскими государствами носили характер обычных межгосударственных соглашений.